# バルチースキー駅
座標: 北緯59度54分26秒 東経30度17分56秒 / 北緯59.9071度 東経30.2988度
バルチースキー駅（ロシア語: Балти́йский вокза́л）は、ロシア連邦のサンクトペテルブルクにおける5つのターミナル駅の1つである。近郊列車（エレクトリーチカ）主体の駅で運行本数が多いため、ロシアでは旅客数が多い駅のひとつとなっている。

## 概要
1857年7月21日に「ペテルゴフ駅」として開業した。駅舎はパリ東駅をモデルに設計された。皇族がペテルゴフの宮殿に向かう際に使われたため、皇族専用の待合室があった。1872年にはタリンまで鉄道が延伸され、現在の駅名に改称された。
1931 - 32年にかけて駅舎の改造が行われ、メインホールの中にあったプラットホームが屋外に移設された。1955年には駅の近くにサンクトペテルブルク地下鉄1号線のバルチースカヤ駅が開業した。
2009年にはハイブリッド車両のDT1型の初運転がバルチースキー駅で行われた。
開業時の駅舎が現役である。メインホールは天窓のある屋根で覆われており、明るい空間となっている。両端の建物は2階建てである。側面の増築部分には飲食店が多数入居しており大勢の人で賑わっている。プラットフォームには屋根がない。

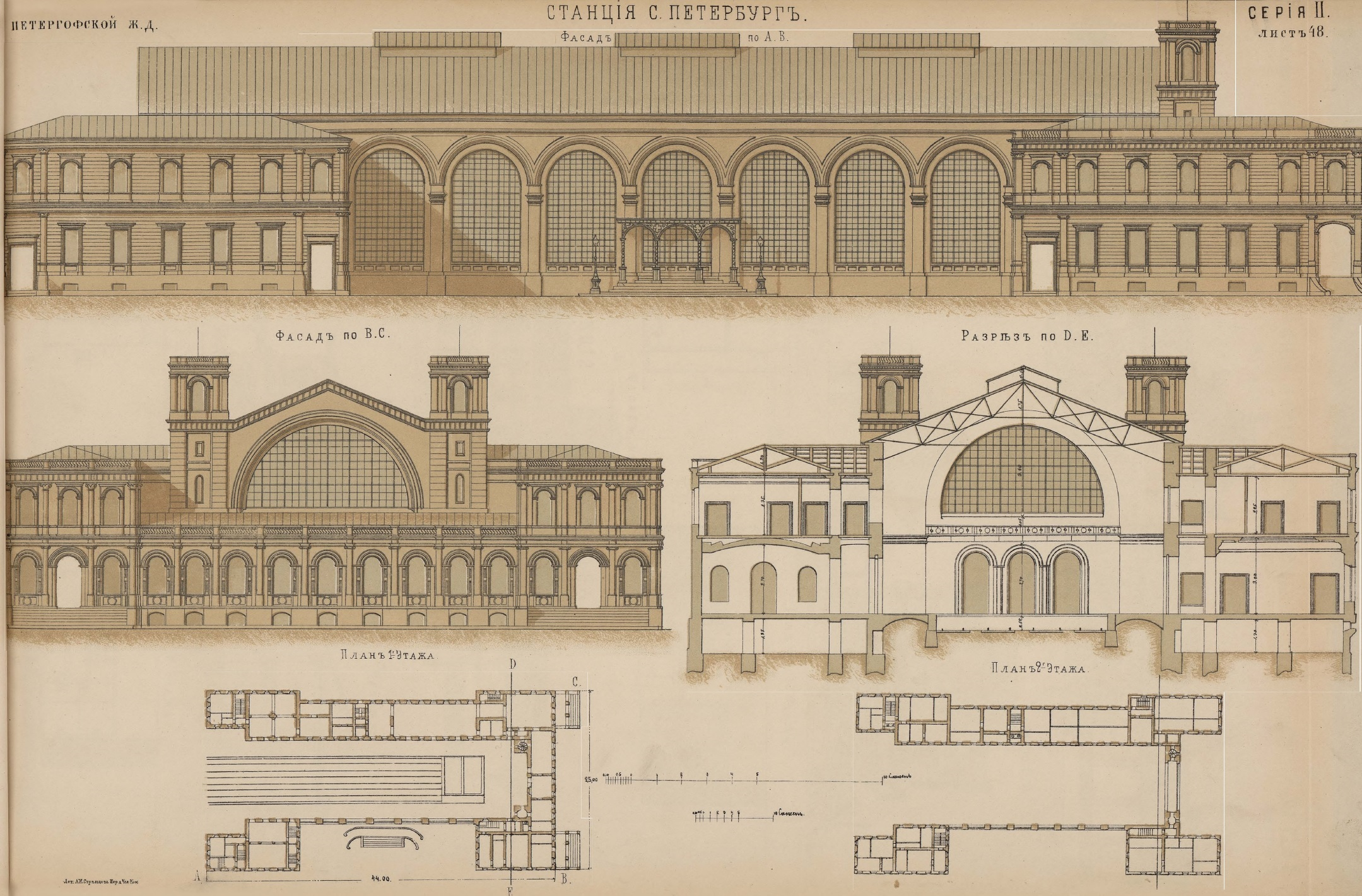
駅舎の図面
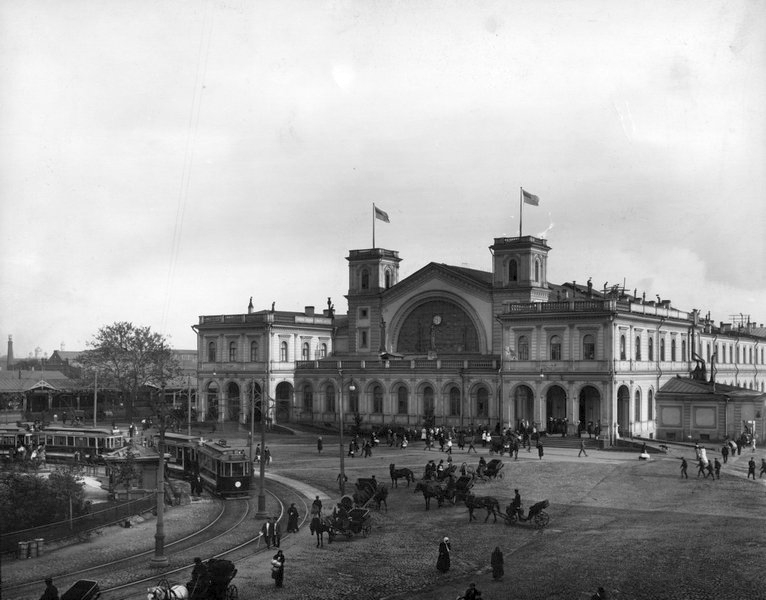
1909年の駅舎
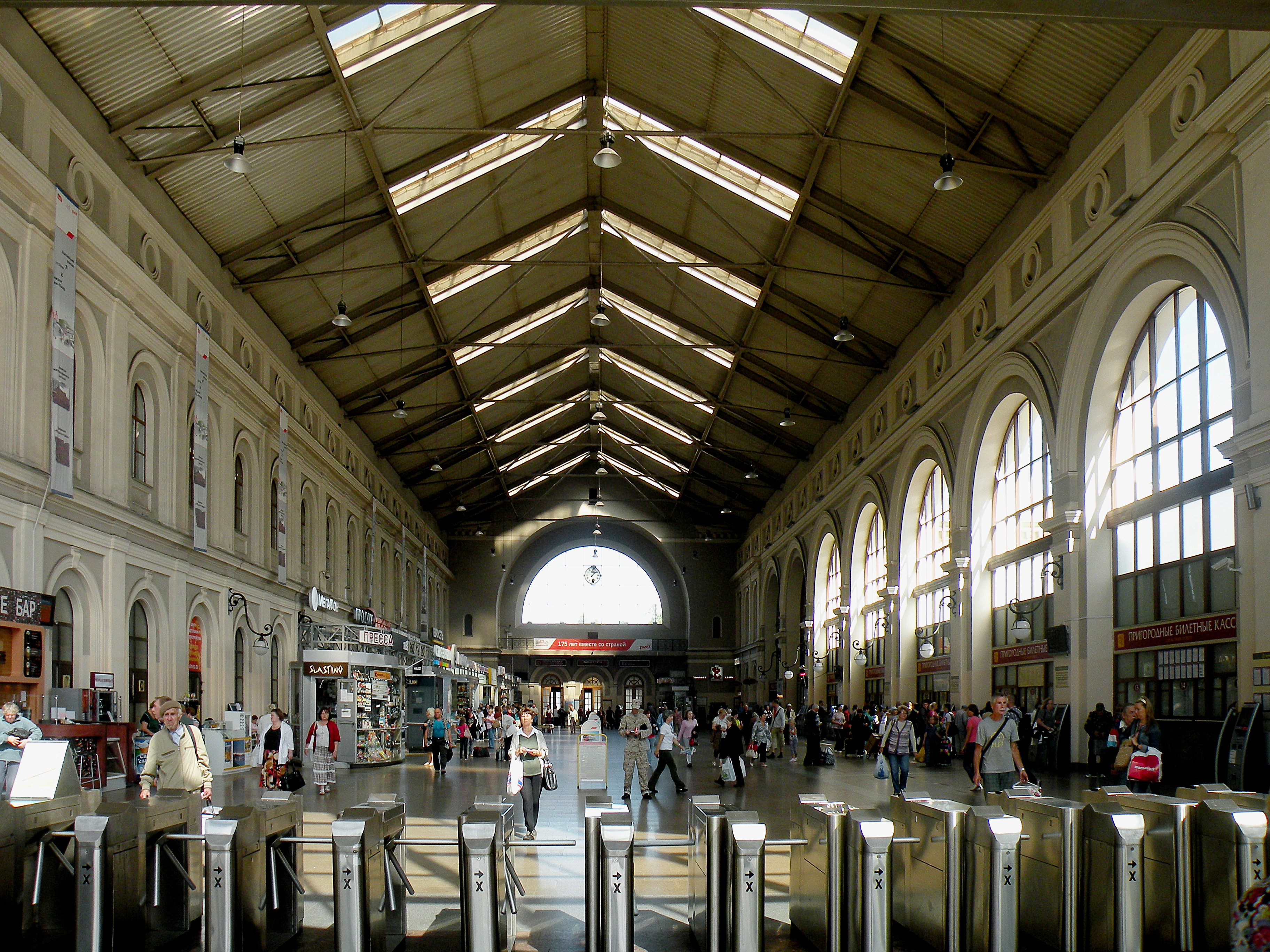
メインホール
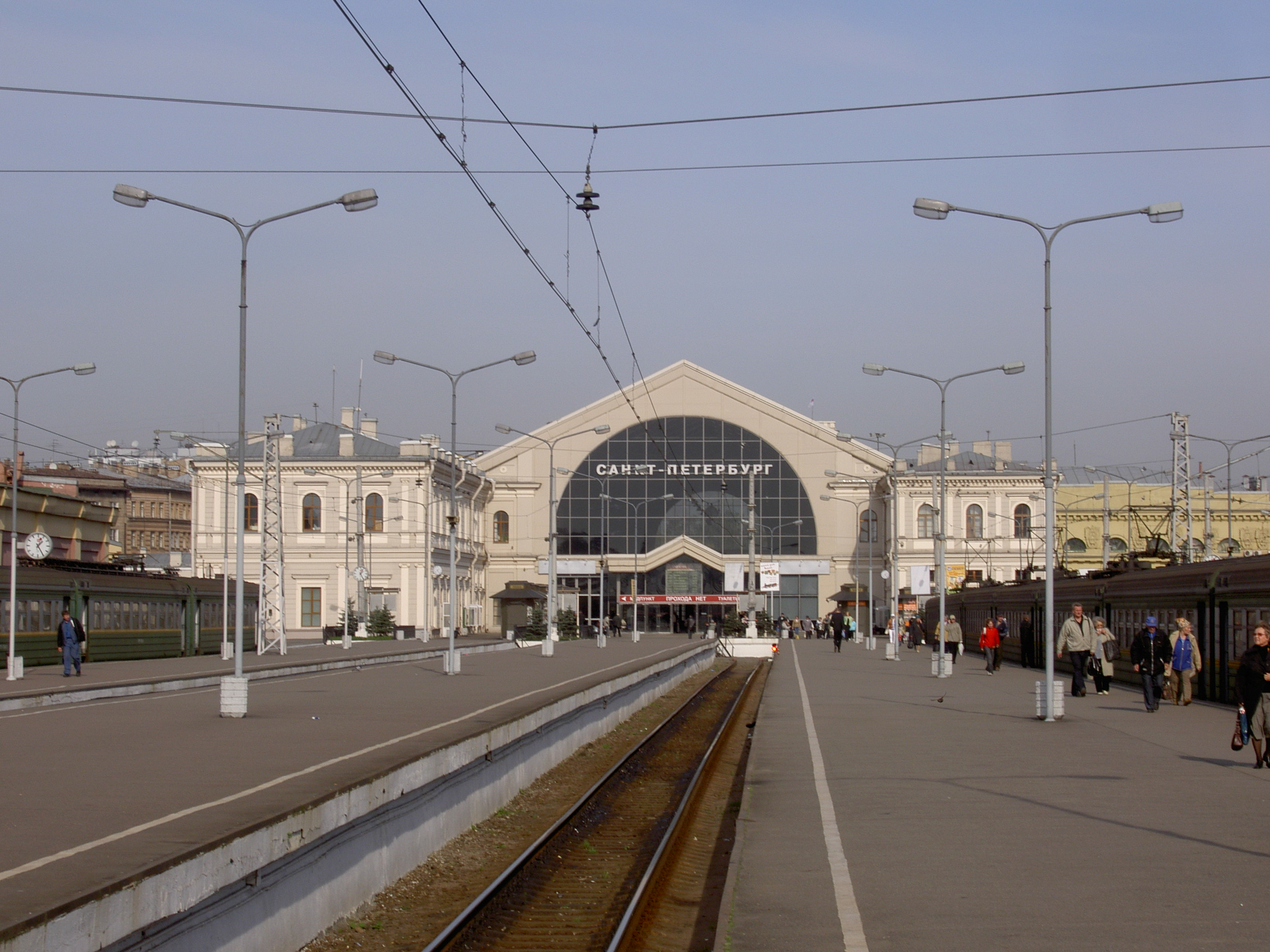
プラットフォーム

## 列車
- 2016年現在

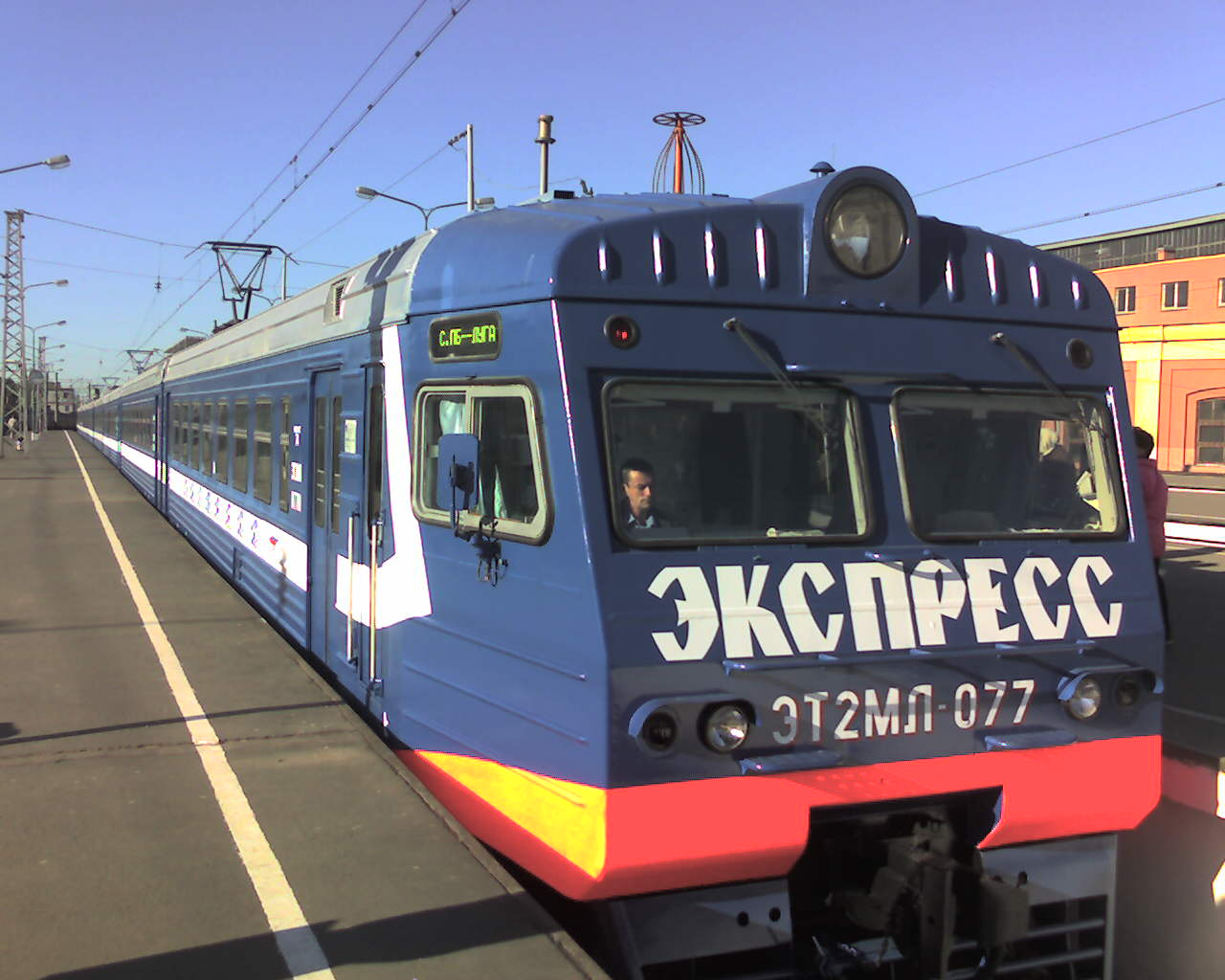
サンクトペテルブルク近郊に向かうエレクトリーチカ

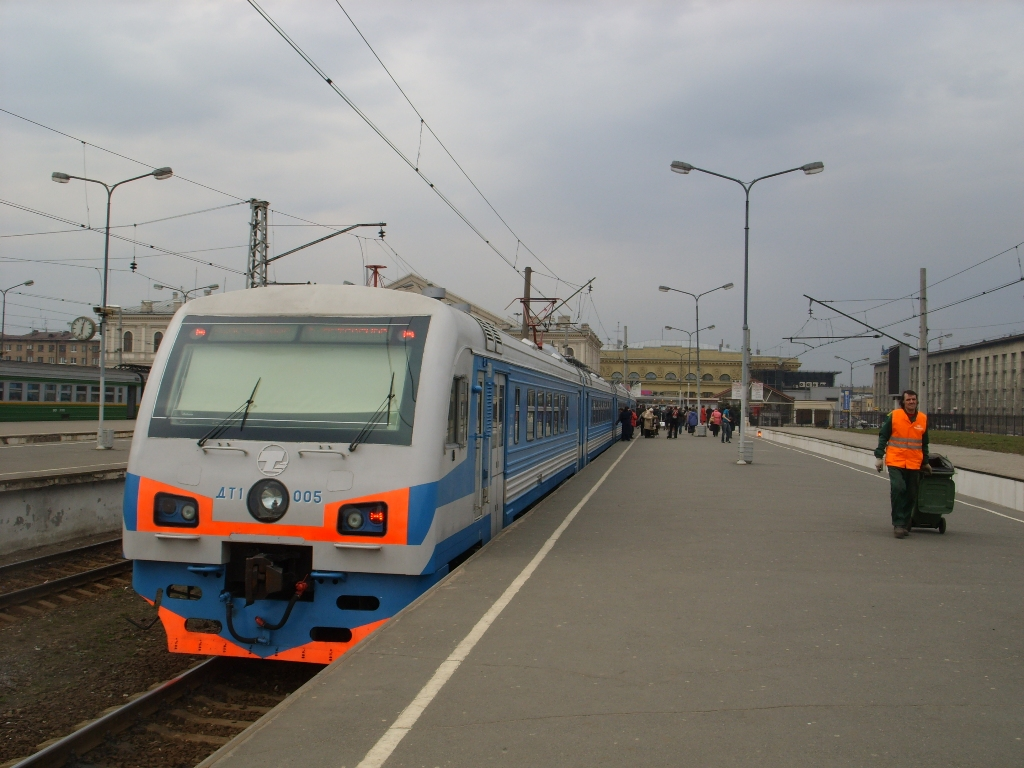
DT1型車両

  - サンクトペテルブルク - ペテルゴフ - オラニエンバウム - レビャジエ - カリシチェ
  - サンクトペテルブルク - クラスノエ・セロ - プドスチ - ガッチナ・バルチースキー - ワルシャフスキー（ガッチナ）
  - サンクトペテルブルク - ワルシャフスキー（ガッチナ） - シヴェルスキー - ストロガノヴォ - ムシンスカヤ - トルマチェヴォ - ルーガ
  - サンクトペテルブルク - ワルシャフスキー（ガッチナ） - ルーガ - プリュッサ - ストルギ・クラースニエ - プスコフ
  - サンクトペテルブルク - ワルシャフスキー（ガッチナ） - ヴォロソヴォ - ヴェイマルン - キンギセップ - イヴァンゴロド・ナルフスキー
  - サンクトペテルブルク - ワルシャフスキー（ガッチナ） - ヴォロソヴォ - ヴェイマルン - スランツィ

## 参照
1. ↑  “The first 'hybrid' a diesel engine-electric train leaves on a line (Russian: Первая "гибридная" дизель-электричка выходит на линию)” (ロシア語). 47 news.ru. (2009年5月28日) 2016年12月14日閲覧。